# Żeligniew
Żeligniew — staropolskie imię męskie, zrekonstruowane na podstawie nazwy wsi Zelgniewo, złożone z członów Żeli- ("pragnąć") i -gniew.
Żeligniew imieniny obchodzi 26 stycznia.